# Торбаево
Торба́ево (тат. Татарбай) — село в Касимовском районе Рязанской области. Административный центр Торбаевского сельского поселения.

## География
Село Торбаево расположено примерно в 11 км к северо-востоку от центра города Касимова на левом берегу реки Макарье.

## Население
| 1859 | 1906 | 2010 |
| ---- | ---- | ---- |
| 351  | ↗557 | ↘469 |

Проживают татары (4%), русские (96%).

## История
По дореволюционному административному делению с. Тарбаево большое и д. Тарбаево малое относились к Татарской волости Касимовского уезда Рязанской губернии.
Татарское название села означает «богач татарин». Относилось к группе ак аймак поселений касимовских татар.

## Ислам
По данным ведомости приходов и духовных лиц мечеть построена в 1843 году. В конце XIX века к приходу мечети относились также жители деревни Кульчуково (всего 627 чел.). Имамы Бикбулатовы.